# Micrelaps
Micrelaps — рід отруйних змій, єдиний у родині Micrelapidae. Представники цього роду мешкають в Африці та на Близькому Сході.

## Таксономія
Тривалий час рід Micrelaps відносили до родини земляних гадюк (Atractaspididae). Однак філогенетичне дослідження 2023 року показало, що цей рід належить до окремої родини Micrelapidae.

## Опис
Представники роду Micrelaps мають такі ознаки: верхня щелепа дуже коротка, з двома зубами, за якими після проміжку йдуть дуже великі рифлені ікла, розташовані під очима. На нижній щелепі найдовші зуби знаходяться спереду. Голова невелика, не відділена від шиї. Очі маленькі, зіниці округлі або вертикально субеліптичні. Ніздрі вкриті однією носовою лускою. Лореальні та преокулярні луски відсутні, префронтальні луски входять в очі. Тіло циліндричне, хвіст короткий. Спинна луска гладка, без ямок, посередині тіла формує 15 рядів. Черевна луска округла. Підхвостова луска формує два ряди.

## Види
Рід Micrelaps нараховує 3 види:
- Micrelaps bicoloratus Sternfeld, 1908
- Micrelaps muelleri Boettger, 1880
- Micrelaps vaillanti (Mocquard, 1888)